# Henry Hudson
Henry Hudson (1565 - mất tích ngày 23 tháng 6 năm 1611) là một nhà thám hiểm biển và nhà hàng hải người Anh vào đầu thế kỷ 17, được biết đến nhiều nhất với những chuyến thám hiểm Canada ngày nay và các vùng phía đông bắc Hoa Kỳ.
Vào năm 1607 và 1608, Hudson thay mặt các thương gia người Anh thực hiện hai nỗ lực để tìm tuyến hành lang Đông Bắc được đồn đại đến Cathay thông qua một tuyến đường phía trên Vòng Bắc Cực. Năm 1609, ông đại diện cho Công ty Đông Ấn Hà Lan đặt chân đến Bắc Mỹ và khám phá khu vực xung quanh khu vực đô thị New York hiện đại. Tìm kiếm hành lang Tây Bắc tới châu Á  trên con tàu Halve Maen ("Bán Nguyệt") của mình, ông đi thuyền ngược dòng sông Hudson, sau này được đặt theo tên của ông, và do đó đặt nền móng cho sự đô hộ của Hà Lan trong khu vực.
Trong chuyến thám hiểm cuối cùng của mình, khi vẫn đang tìm kiếm Hành trình Tây Bắc, Hudson đã trở thành người châu Âu đầu tiên nhìn thấy eo biển Hudson và vịnh Hudson bao la. Năm 1611, sau khi trú đông trên bờ vịnh James, Hudson muốn tiến về phía tây, nhưng hầu hết thủy thủ đoàn của ông đã bỏ qua. Những kẻ đột biến đã đuổi Hudson, con trai của ông ta và bảy người khác đi biệt tích; những người Huds và bạn đồng hành của họ không bao giờ được nhìn thấy nữa.